# 海兵歩兵戦車連隊 (フランス軍)
海兵歩兵戦車連隊（かいへいほへいせんしゃれんたい、Régiment d'infanterie-chars de marine：RICMa）は、ヴィエンヌ県ポワチエに駐屯する、第9海兵軽機甲旅団隷下のフランス陸軍の軽戦車連隊である。
兵種は機甲、伝統的区分は海兵隊である。

## 沿革
- 1914年：モロッコにおいて、植民地混成歩兵連隊として創設される。
- 1915年：マルヌ会戦に参加。
- 1916年：ヴェルダンの戦いに参加。
- 1918年：シャンパーニュ会戦に参加。
- 1925年：モロッコにて叛徒征伐に従事。
- 1944年：南仏トゥーロンの戦いに参加。
- 1946年：インドシナに派遣。第一次インドシナ戦争に参加（～1954年まで）。
- 1952年：アルジェリア戦争に参加（～1962年まで）。
- 1990年：湾岸危機発生。フランス派遣軍として、「ダゲ師団」隷下で参加。
- 1994年：ルワンダ紛争に派遣。
- 2004年：コートジボワールに派遣。

## 最新の部隊編成
- 連隊本部
- 本部管理中隊
- 第1中隊 - AMX-10RC
- 第2中隊 - AMX-10RC
- 第3中隊 - AMX-10RC
- 第4中隊 - AMX-10RC
- 教育中隊
- 予備海兵訓練中隊

### 定員
- 連隊の人員構成は、約900名からなる。
- AMX 10 RCを48両、約200台の車両を装備する。

## 主要装備
- GIAT BM92-G1
- FA-MAS
- FR-F2
- AAT-F1
- AA-52
- 12.7mm重機関銃
- ERYX
- ミラン
- HOT
- AMX-10RC
- VAB
- VAL
- P4
- TRM 2000
- TRM 10000
- GBC 180